# 373

## Decese
- 2 mai: Atanasie cel Mare, episcop al Alexandriei, canonizat sfânt (n. 295)
- 9 iunie: Efrem Sirul, teolog sirian (n. 306)